# ديفيد داهل
ديفيد داهل (بالإنجليزية: David Dahl)‏ هو لاعب كرة قاعدة أمريكي، ولد في 1 أبريل 1994 في برمنغهام في الولايات المتحدة.

## وصلات خارجية
- ديفيد داهل على موقع دوري كرة القاعدة الرئيسي (الإنجليزية)
- ديفيد داهل على موقعبيزبول رفرنس.كوم (الدوري الرئيسي) (الإنجليزية)
- ديفيد داهل على موقعبيزبول رفرنس.كوم (الدوري الثانوي) (الإنجليزية)
- ديفيد داهل على موقع إي إس بي إن.كوم (أم.أل.بي) (الإنجليزية)
- ديفيد داهل على موقع مشجعي الرسوم البيانية (الإنجليزية)